# Bernhard Hoffmann (Volleyballspieler)
Bernhard Hoffmann (* 16. Januar 1967) ist ein ehemaliger deutscher Hallen- und Beachvolleyballspieler.

## Karriere
Bernhard Hoffmann begann seine sportliche Laufbahn im Volleyball-Internat Frankfurt-Hoechst, er war Schüler eines der ersten Jahrgänge. Mit anderen Spielern der Internatsmannschaft wurde Bernhard Hoffmann 1987 Vierter bei der Junioren-Weltmeisterschaft, das beste Ergebnis einer deutschen Juniorennationalmannschaft überhaupt.
Von Frankfurt kam Hoffmann zum Bundesligaaufsteiger VfB Friedrichshafen. Hier entwickelte er sich zum Allrounder; er war überragend in Block und Abwehr. 1991 wechselte er zum Ligakonkurrenten Bayer Wuppertal. Hier wurde er 1994 Deutscher Meister, 1995 DVV-Pokalsieger und 1997 erneut Deutscher Meister. Nach einer Trainerstation beim Regionalligisten TSV Sonthofen beendete Hoffmann von 1999 bis 2002 beim Zweitligisten FT 1844 Freiburg seine Volleyballkarriere.
In der deutschen Nationalmannschaft hatte Hoffmann 55 Einsätze. Parallel hierzu spielte er auch Beachvolleyball an der Seite von Andreas Scheuerpflug, mit dem er 1994 Deutscher Meister wurde. Außerdem starteten Hoffmann/Scheuerpflug 1995 und 1996 auf einigen Turnieren der FIVB World Tour.
Heute ist Bernhard Hoffmann am Freiburger Gymnasium „Montessorizentrum Angell“ als Lehrer in den Fächern Sport und Geographie tätig.